# Gaulisee
Der Gaulisee, auch in der Verkleinerungsform Gauliseeli oder Berndeutsch Gouwlisee, ist ein junger Gletscherrandsee im Urbachtal im Kanton Bern in der Schweiz, der sich am Fusse des Gauligletschers befindet. In der Nähe des Sees befindet sich die Gaulihütte.

## Entstehung
In den 1980er-Jahren bildeten sich mit dem Rückzug des Gletschers an dessen Ende zwei Seen, aus denen in den 2000er-Jahren ein einziger See entstand, der erstmals im Jahr 2007 mit einer Höhenangabe für den Seespiegel in der Landeskarte der Schweiz eingetragen wurde und ab den 2010er-Jahren auch mit dem Namen Gaulisee bezeichnet wurde. Im Jahr 2009 ragte der Gauligletscher noch in den See hinein, 2015 hatte sich der Gletscher schon weit in die Felswände über dem See zurückgezogen.

## Nutzung
Der See mit einem Volumen von über 28,5 Mio. m³ könnte für die Wasserkraftnutzung durch die Kraftwerke Oberhasli (KWO) herangezogen werden. Mit einer 40 m hohen Staumauer liesse sich das Volumen des Sees auf 70 Mio. m³ erhöhen. Das Wasser könnte mit einem Stollen in den Grimselsee geleitet werden und dabei von einem Kleinwasserkraftwerk genutzt werden.
Gegen 2050 dürfte auf einer Höhe von 2440 m. ü. M. ein weiter etwas höher gelegener See mit einem Volumen von 12,8 Mio. m³ entstehen. Das Fassungsvermögen könnte mit einer 70 m hohen Staumauer auf 55 Mio. m³ erhöht werden.